# Пенчо Георгиев
Пенчо Георгиев е български художник – живописец, илюстратор, график и сценограф.

## Биография
Роден е на 1 февруари 1900 г. в град Враца, Княжество България. Баща му загива в Балканската война. Георгиев завършва гимназия в родния си град. След края на Първата световна война се премества в София, за да изучава художествения занаят. През 1925 г. завършва Художествената академия в класа по приложни и декоративни изкуства на проф. Стефан Баджов. По време на следването си проявява засилен интерес към сценографското изкуство.
След дипломирането си започва работа като сценограф. Дебютната му работа е върху „Дама пика“ на Пьотър Чайковски в Софийската опера. През 1926 г. се изявява в Софийската опера и Софийския художествен театър, а от 1926 до 1928 г. в Държавния театър в Русе (сезони 1926/27 и 1927/28), където оформя своя сценографски стил.
През есента на 1929 г. заминава за Париж. Във френската столица специализира при известния френски декоратор Пол Лоран. Посещава музеи и ателиета. Излага собствени картини. Активно работи върху графиката и създава гравюри върху дърво и офорт. Извършва съвместна художествена работа с руския художник Константин Коровин за Руската опера в Париж. Остава във Франция до 1932 г.
След завръщането си в България Пенчо Георгиев се изявява в различни дялове на изкуството. Илюстрира книги и учебници. Участва във вътрешното оформление на жилища. Извършва обществена дейност. Автор е на театралната декорация на повече от 30 спектакли. Работи за Народния театър и Народната опера. Съдейства на театри от провинцията. Рисува живопис.
Творчеството на Пенчо Георгиев е в три области на изобразителното изкуство – живопис, илюстрация и театрална декорация.
Като живописец използва предимно акварел и темпера, рисува картините си с бледи цветове и лаконичност на композицията. Първите си по-известни творби в този вид изкуство създава в Русе. Сред тях са „На смъртния одър“, „Към пазара“, „Задушница“, „Прощаване“ и „Дунавски рибари“. В Париж създава известната си картина „Орач“, както и „Продавачи на птички“, „Безработен“, „Скитник“, „Кабаре“ и други. В последните години от живота си експериментира с различни живописни техники. Създава картините „Люлчина песен“, „Орачки“ и „Погребение“.
По-малко познато е делото му, свързано с илюстрацията. Пенчо Георгиев е първият илюстратор в България на книгите на Максим Горки – романите „Тома Гордеев“ и „Майка“. Илюстрира детски книжки – „Иглики“ от Емануил Попдимитров, „Божи дарове“ от Георги Райчев и „Сватбата на мишока Мики“ от Николай Фол. Прави рисунки за учебници.
Най-известната му работа на художник е в театралната декорация. В ранния си период създава художествено оформление за представленията „Дама пика“ от Пьотър Чайковски, „Късмет“ от Кноблаух, „Майстори“ от Рачо Стоянов, „Под игото“ от Иван Вазов, „Тебеширеният кръг“ от Клабунд, „Иванко“ и „Каин“. След пребиваването си във Франция, постига най-големите си успехи в сценичното оформление. От този период е работата му по „Оберон“ от Карл Вербер, „Иванко“ от Васил Друмев, „Янините девет братя“ от Любомир Пипков, „Хубавата Елена“ от Жак Офенбах и „Хамлет“ от Уилям Шекспир.
Участва в изложби в страната и чужбина. Излага собствени творби на Есенния салон в Париж през 1929 г. Демонстрира сценографията си на триеналето в Милано през 1936 г., където показва делото си по „Иванко“, „Хубавата Елена“ и „Хамлет“. Участва с графика на изложби във Варшава, Прага, Кошице, Любляна и Загреб. Редовно показва творби на общи художествени изложби.
Негови произведения са притежание на Националната художествена галерия, Софийската градска художествена галерия и градските галерии в Сливен и Враца.
Умира на 2 април 1940 г. при инцидент в София. Докато работи по театралната декорация за постановката „Саламбо“ в Народния театър, Георгиев пада в шахтата на сценичен асансьор, загивайки на място.
Негов внук е германският филолог и преводач Александър Зицман, написал книга за дядо си.

## Галерия
- „Париж – подвижен квартал“, 1931 г. ХГ Сливен
- „Задушница“, 1927 г., СГХГ
- „Парижки квартал“, 1931 г., НХГ
- „Пред храма“, 30-те години на ХХ век
- Корица на „Иглики“, 1926 г.
- Корица на „Божи дарове“, 1930
- „Сватбата на мишока Мики“, 1935 г.

## Книги за художника
- Пенчо Георгиев (1960) – изд. „Български художник“
- По дирите на Пенчо Георгиев (2013) – от Александър Зицман, изд. „Black Flamingo“

## Външи препратки
- Аудио биография от СГХГ в YouTube